# ГАЗ-68
ГАЗ-68 (КСП-76) — дослідний радянський легкий артилерійський тягач, створений в 1948 році на Горьківському автозаводі.

## Історія створення
В 1939 році разом із базовою моделлю нової вантажівки ГАЗ-11-51 на Горьківському автозаводі був розроблений повнопривідний автомобіль ГАЗ-63 (4x4), але освоєння цих машин завадила війна.
У травні 1944 року на базі макетних агрегатів нової версії позашляховика ГАЗ-63 була побудована колісна самохідна гармата КСП-76 (з рос. Колесная Самоходная Пушка), що мала заводську назву ГАЗ-68. Хоча надалі тему колісної гармати і закрили, індекс ГАЗ-68 опинився незабаром знову затребуваним…
Почалося все з того, що Тракторне управління (ТУ) ГАУ, у віданні якого знаходилися кошти механізованої тяги для артилерії, звернулося на ГАЗ з пропозицією створити легкий артилерійський тягач для буксирування протитанкових гармат по типу ленд-лізовського Dodge WC51, який за своєю вантажопід'ємністю в 750 кг був прозваний в народі «Додж — три чверті» («Додж-¾»). Ці американські машини відрізнялися простотою, надійністю і дуже високою ремонтопридатністю. А завдяки вдалому розподілу маси між мостами, коліс з шинами великого діаметра,— вони мали чудову прохідність. Невдовзі вийшла постанова уряду, були видані тактико-технічні вимоги на розробку нової машини із збереженням індексу ГАЗ-68.
Силами інженерів конструкторсько-експериментального відділу (КЕВ) автозаводу під керівництвом провідного конструктора П. І. Музюкіна був спроектований артилерійський тягач ГАЗ-68, дослідні зразки якого були готові вже у першій половині 1948 року.

## Конструкція
Конструкція «68-го» вийшла досить простою і значно уніфікованою з іншими моделями ГАЗа. За основу взяли ГАЗ-63 повоєнного зразка із зменшеною на 600 мм колісною базою (2700 мм) і іншою рамою. Її лонжерони мали прогин в середині, що дозволило знизити центр ваги і зменшити навантажувальну висоту.
Всі інші основні вузли — двигун із зчепленням і коробкою передач, ведучі мости, рульове управління, гальма, елементи підвіски, колеса з шинами 9,75-18" моделі Я-42, електрообладнання і буксирувальний пристрій — запозичили від ГАЗ-63.
Для тягача ГАЗ-68 довелося вкоротити лише карданні вали, а для плавності ходу додати до задніх ресор важільні амортизатори.
Двигун злегка посунули вперед і вниз, знизивши лінію капота. Оперення з невеликими доопрацюваннями теж взяли від ГАЗ-63, та лише відкрита двомісна кабіна і кузов (з окремими брезентовими тентами) у «68-го» були оригінальні, хоча рамку вітрового скла уніфікували з таким же елементом перспективного ГАЗ-69.
Невелика суцільнометалева вантажна платформа, призначена для розміщення особового складу та перевезення частини боєкомплекту артилерійської системи, що планувалося буксирувати. Вона, як і кабіна, мала знімний тент, що складаються на дугах, і відкидний задній борт. Щоправда, значну частину корисного об'єму платформи займали надколісні ніші, частина обладнання і ЗІП, додатковий паливний бак і ніша для запасного колеса, що кріпилася щільно під кузовом.
На відміну від Доджа-¾, у якого «запаска», що стояла збоку, і частково закривала доступ в кабіну водія, запасне колесо на «68-му» розмістили горизонтально на відкидному кронштейні правого лонжерона рами.
Для самовитягування автомобіля, витягування застряглих машин і витягування артилерійських систем на особливо круті підйоми, куди в'їзд тягача з артилерійською системою був неможливий, використовували штатну лебідку самовитягування від автомобіля ГАЗ-63А.
Дослідні зразки арттягача ГАЗ-68 (армійське позначення АТК-Л) успішно пройшли заводські випробування влітку–восени 1948 року і були передані представникам ГАУ для проведення приймальних полігонних випробувань. Особливих зауважень до машини не було.

## ТТХ, що не увійшли в інфобокс
трансмісія: зчеплення однодискове, сухе: коробка передач механічна, 4-х ступінчаста: (без синхронізаторів): роздавальна коробка 2-х ступінчаста (1:1 і 1,96:1): головна передача одинарна, пара конічних шестерень із спіральними зубами (7,6:1): розмір/ модель шин 9,75-18"/ Я-42

## Проблеми в ході створення
Вже на етапі створення ГАЗ-68 почалося протистояння між артилеристами і танкістами, зацікавленими в пріоритеті розробки БТР-40 (на базі того ж ГАЗ-63). На користь бронетранспортера виступили військовий представник на ГАЗі ГБТУ Міністерства збройних сил інженер-майор (пізніше інженер-полковник) К. К. Лісін, голова НТК ГБТУ і начальник військового відділу Міністерства автомобільної і тракторної промисловості СРСР.
У результаті перевагу військового відомства було віддано більш популярним БТР-40.
До того ж, і самі творці розуміли, що вельми вузькоспеціалізований ГАЗ-68 з його малою вантажопідйомністю і ще меншою вантажомісткістю не зможе успішно конкурувати з базовою багатоцільовою вантажівкою ГАЗ-63, здатною застосовуватися як в армії (в тому числі і як арттягач), так і в народному господарстві. Адже встати на конвеєр «68-й» міг тільки за рахунок зменшення обсягів випуску «63-го», на що ні цивільне, ні військове керівництво не пішли б.
І нарешті, сама ідея створення арттягача найбільш простим і дешевим способом виявилася невдалою. Запозичені від вантажівки вузли для машини явно меншого класу вийшли значно заважкими, завеликими, а конструкція в цілому — негармонічною і занадто металомісткою.
Остаточну «крапку» на ГАЗ-68 поставила чергова реорганізація структур Міністерства збройних сил, в результаті якої в 1949 році відбулося об'єднання автомобільної (Тилу) і тракторної (ГАУ) служб в єдину автотракторну службу (ГЛАВТУ), де з'явилися свої ланки замовника і приймання нової техніки. У зв'язку з цим тема АТК-Л (іноді вживаються позначення АТК-Л-68, АТКЛ-68) втратила свою актуальність, але були затверджені нові ТТ-вимоги вже на універсальний багатоцільовий 1-тонний автомобіль 4x4. Цю розробку, розпочату на ГАЗі в 1951-му, позначили як ГАЗ-62 (не плутати з довоєнним автомобілем).